# St. Johannes (Toestrup)

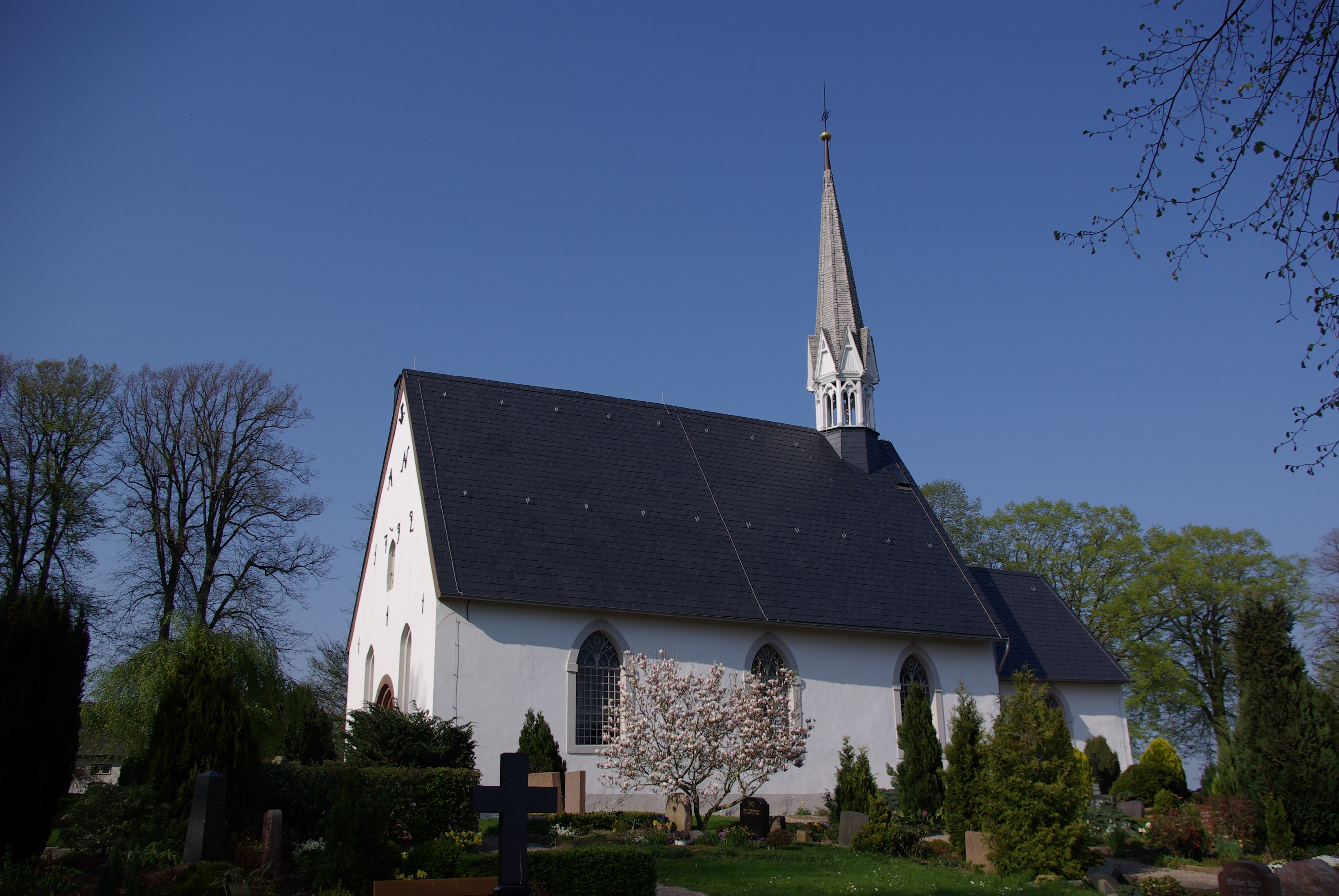
Blick auf die Kirche von Süden

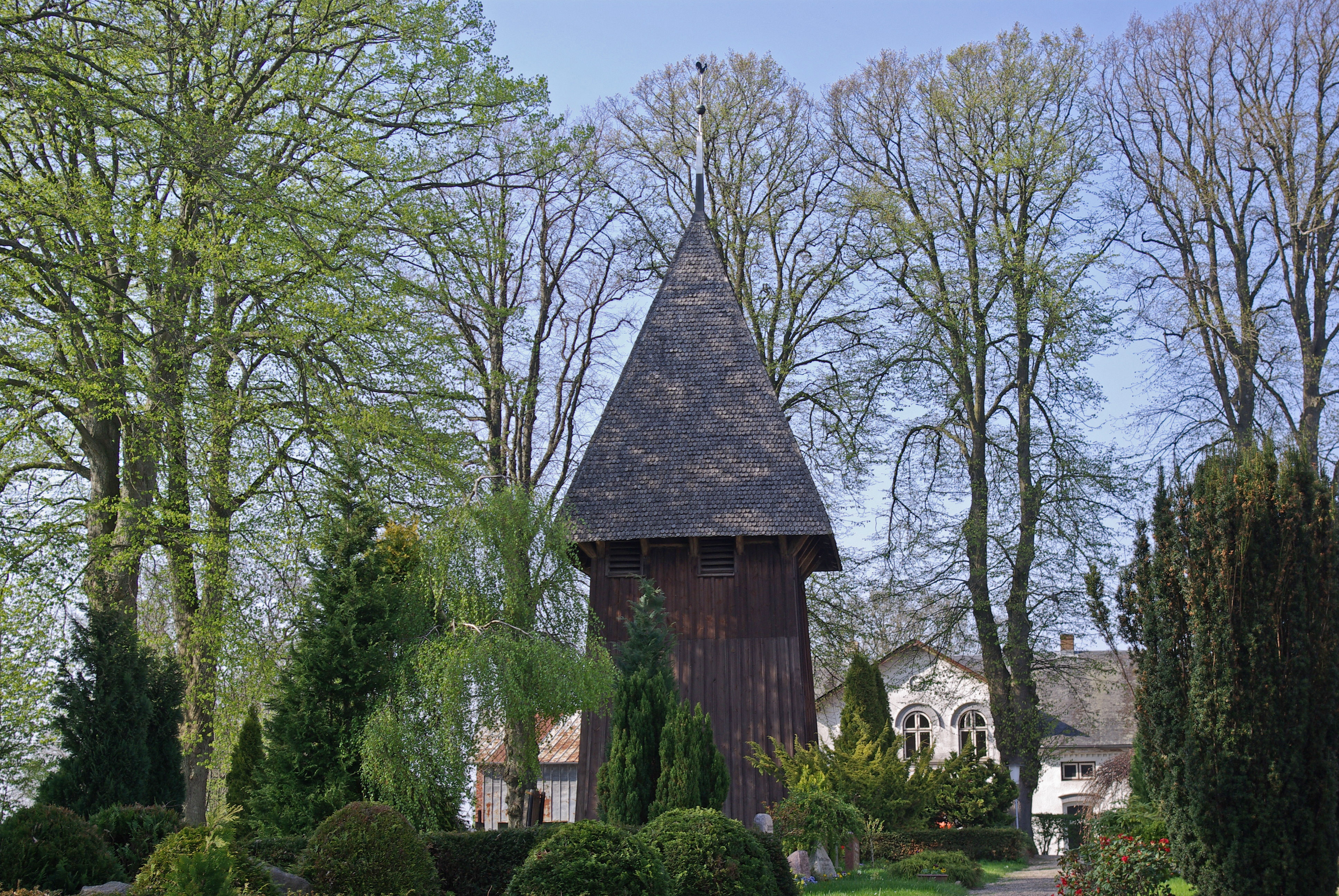
Glockenstapel

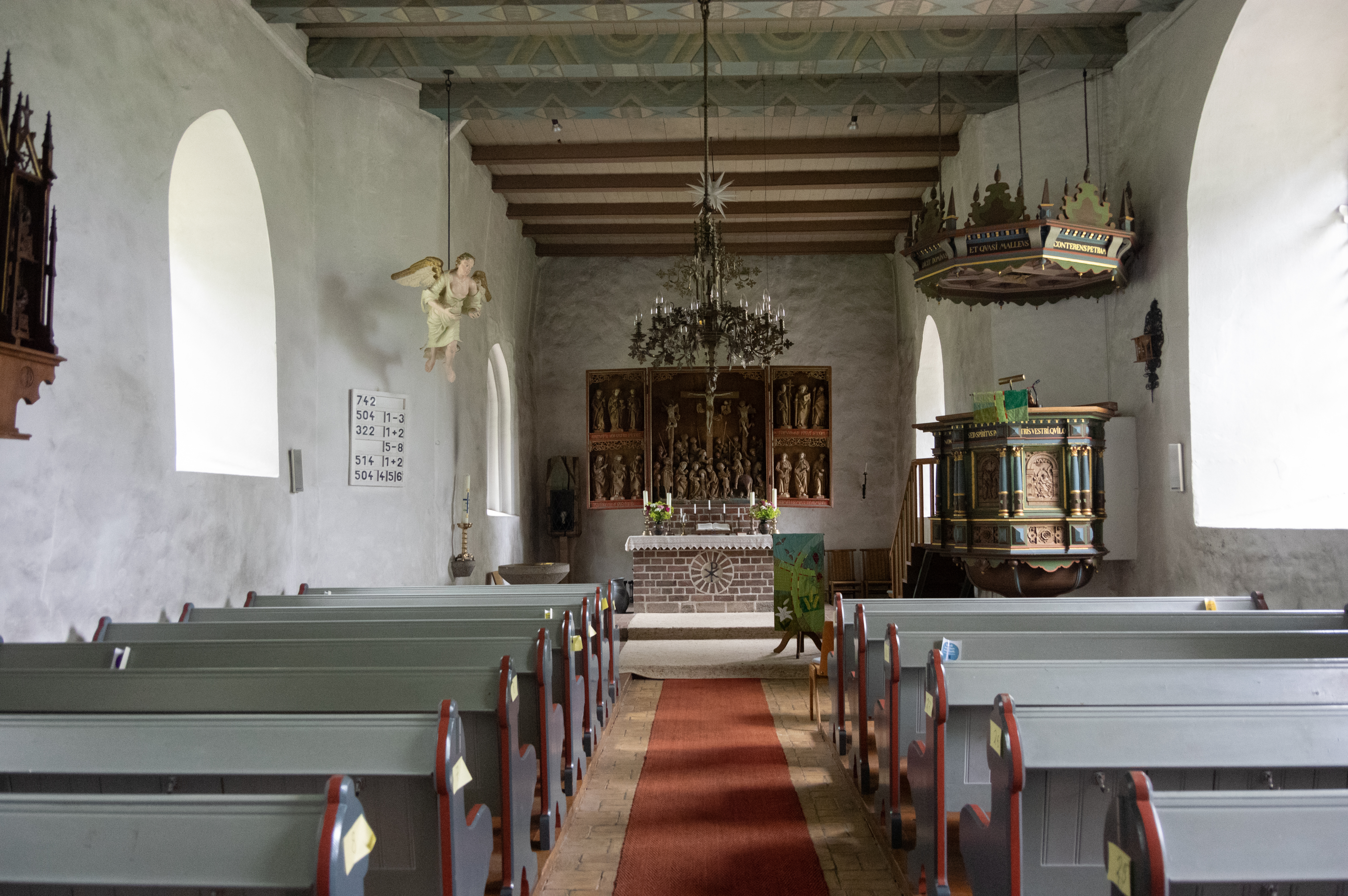
Innenraum nach Osten

Die St.-Johannes-Kirche in Toestrup in der Gemeinde Oersberg ist eine romanische Feldsteinkirche aus dem Ende des 12. Jahrhunderts. Sie ist mit der Objekt-ID 5140 als geschütztes Kulturdenkmal im Denkmalschutzverzeichnis eingetragen. Die Kirchengemeinde Toestrup gehört zum Kirchenkreis Schleswig-Flensburg der Evangelisch-Lutherischen Kirche in Norddeutschland.

## Geschichte
Die St.-Johannes-Kirche entstand im ausgehenden 12. Jahrhundert als einschiffige Feldsteinkirche mit eingezogenem Chor. An der Ostwand des Chores hat sich eines der kleinen romanischen Rundbogenfenster erhalten. Im späteren Mittelalter erhielt der Chor wie in vielen anderen romanischen Kirchen in Angeln ein gotisches Gewölbe.
Um 1600 wurde das im Waldemar-Erdbuch 1231 erstmals erwähnte Kirchdorf Toestrup im Zentrum des Kirchspiels niedergelegt. Seitdem liegt die Kirche inmitten des Friedhofs zusammen mit Pastorat, Küsterhaus und Dorfkrug abseits vom Dorf.
In der Folgezeit wurde die Kirche mehrfach umgebaut: Von 1788 bis 1792 vereinheitlichte man den Innenraum durch Abbruch des Chorbogens und des gotischen Kreuzgewölbes im Chor zu einem protestantischen Predigtsaal mit durchgehender flacher Balkendecke. Gleichzeitig wurde die Kirche etwas nach Westen verlängert und das Südportal vermauert. Als Eingang diente nunmehr das mit einem Vorhaus versehene Nordportal. Im Zuge der Renovierung 1858/59 wurde das nördliche Vorhaus abgerissen und auch das Nordportal vermauert. Die Kirche bekam ihre Spitzbogenfenster und ein neues Westportal. Dieses Portal wurde 1946 mit einer neuen Backsteinfassung versehen und 1998 mit einem Tympanon des Bildhauers Ulrich Lindow geschmückt, auf dem die Taufe Jesu durch den Kirchenpatron Johannes den Täufer dargestellt ist.

## Ausstattung
Als ältestes Stück der Kirchenausstattung befindet sich im Chor ein schlecht erhaltenes freistehendes Sakramentshaus mit einer neuen, bei der Renovierung 1999 angebrachten schmiedeeisernen Gittertür.

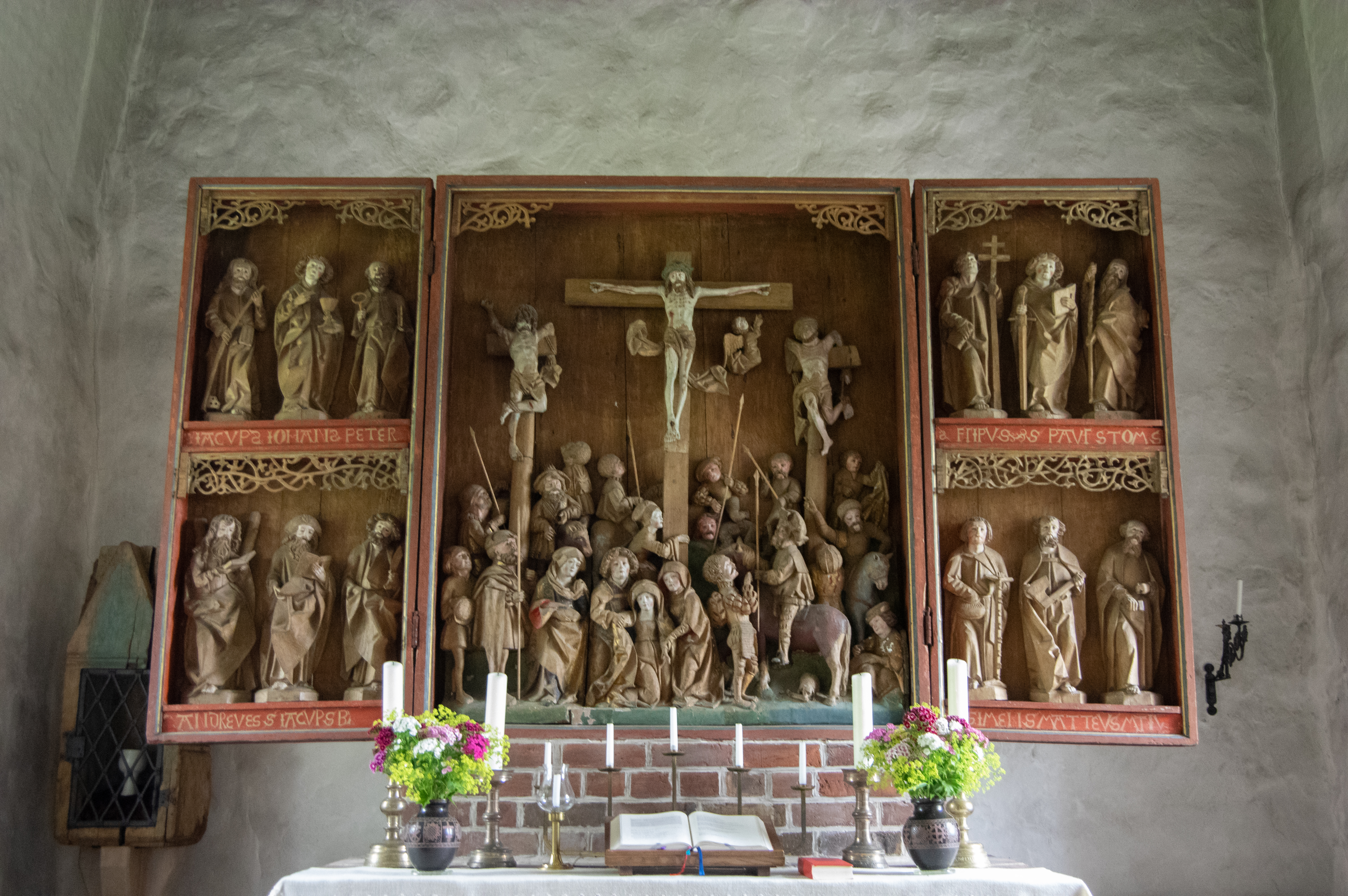
Flügelaltar

Auf dem 1948 gemauerten Altartisch steht ein gotischer Schnitzaltar, der kurz vor der Reformation geschaffen wurde. Der Flügelaltar zeigt im Mittelfeld eine lebendig dargestellte, figurenreiche Kreuzigungsszene und in den Seitenflügeln die Zwölf Apostel. Es wird vermutet, dass das Retabel aus der Werkstatt des Lübecker Bildschnitzers Claus Berg stammt. Von der ursprünglichen Bemalung haben sich fragmentarische Reste mit Blattmetallauflagen und in Sgraffitotechnik angelegten Stoffmustern enthalten, die die hohe Qualität der Werkstatt belegen. Dieses Retabel war 1819 durch einen dem damaligen Zeitgeschmack entsprechenden neuen Altaraufbau ersetzt worden und hing bis 1948 an der Seitenwand, Ehe es wieder auf seinem angestammten Platz aufgestellt wurde.

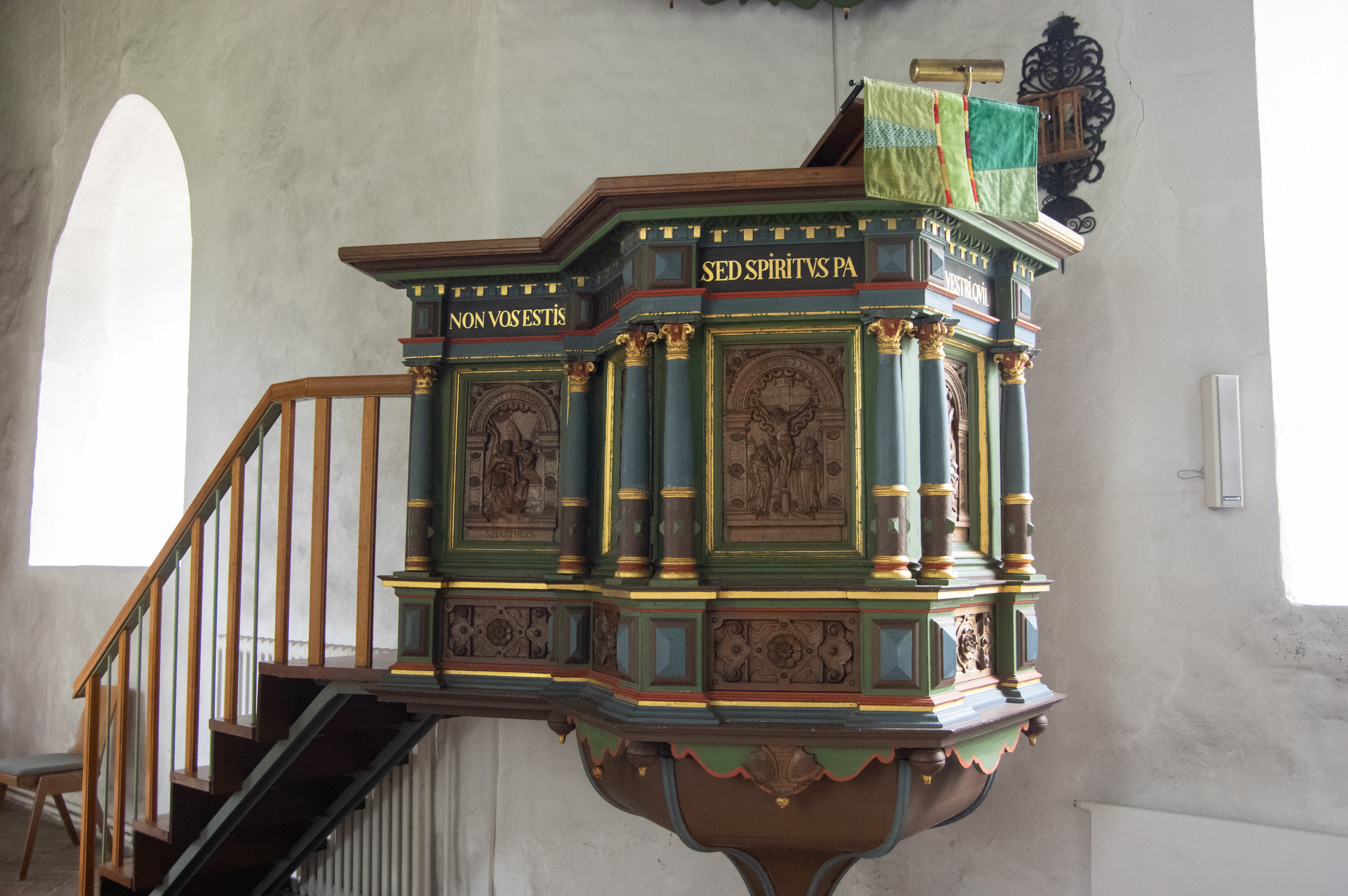
Kanzel

Die Kanzel ist ein Werk der Spätrenaissance von etwa 1620. Ihre Brüstungsfelder zeigen eine Kreuzigungsdarstellung und die vier Evangelisten.

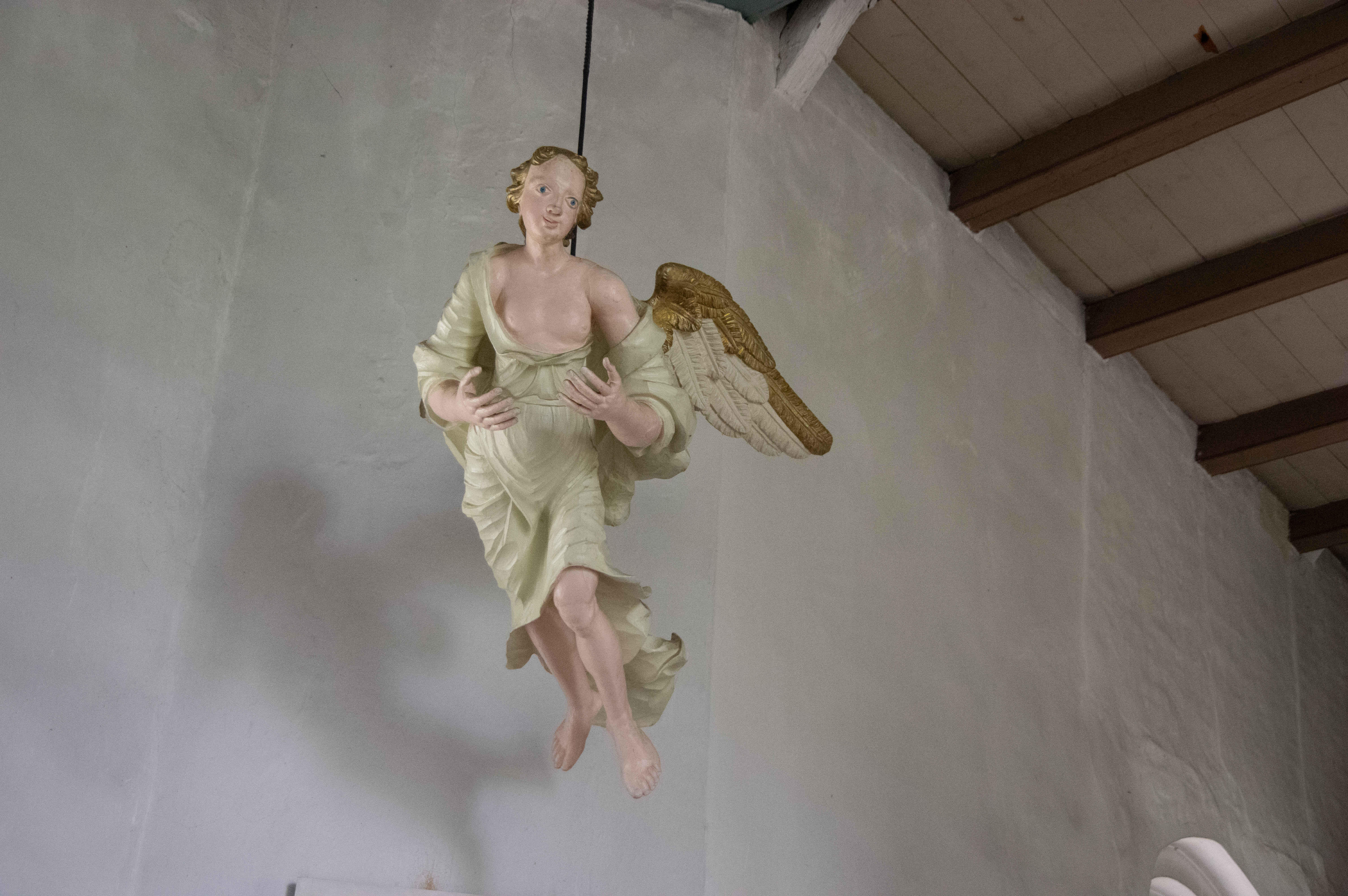
Taufengel

Ein von dem Plöner Bildhauer Johann Sigismund Marchalita geschaffener Taufengel von 1758 schwebt über einem modernen Taufstein von 1964. Dieser Taufengel stammt aus der zu klein gewordenen Kirche in Kappeln. Als diese nach dem Vorbild der Schlosskirche Christiansborg neu gebaut wurde, konnte der Engel an die Kirche zu Töstrup verkauft werden. Doch konnte er zu diesem Zeitpunkt in Töstrup gar nicht gebraucht werden, denn zu dieser Zeit waren Haustaufen bereits weit verbreitet. 1888 wurde dieser Engel dann auf dem Kirchenboden in einem schlechten Zustand gefunden. Ein junger Künstler restaurierte dieses Werk und es wurde im Chorraum angebracht und zur Tauffeier benutzt. Doch bereits im Jahr 1948 wurde der Engel wieder auf dem Pastoratsboden abgestellt. In Kappeln wurde dieses Werk 1764 mit einer weißen Lackfarbe beschichtet. Erst im Jahre 1985 wurde diese Skulptur restauriert und bekam dann einen neuen Platz in der Kirche zu Töstrup. Die Gemeinde hat den Taufengel für sich angenommen, benutzt ihn zwar nicht als Taufgerät, doch interpretiert ihn als segenbringenden Himmelsboten bei Hochzeiten mit Blumen in den Händen.
Die Orgel auf der 1859 für die Stühle der Güter Drült und Toestorf erneuerten Westempore baute die Werkstatt Marcussen & Søn in Apenrade 1877 mit spätklassizistischem Prospekt.

## Turm
Die Kirche selbst hat keinen Turm, sondern einen Dachreiter. Der polygonale neugotische Dachreiter ist bereits der dritte und wurde zwischen 1886 und 1889 auf das Satteldach des Langhauses aufgesetzt. Die drei Glocken hängen im vierkantigen Glockenstapel. Es konnte dendrochronologisch nachgewiesen werden, dass das Holz dafür bereits 1591 geschlagen wurde.

## Pastoren
- Der Aufklärer Martin Friedrich Lihme (1733–1807), ein Schwiegersohn des Neukirchener Pastors Nicolaus Oest, wurde 1777 seines Amts enthoben.[5]
- Sönke Friedrichsen (1870–1947) von 1900 bis 1936
- Cay-Heinrich Röhl (1910–1984) von 1936 bis 1949, später Propst in Eiderstedt (1956–1975); Vater des Journalisten Henning Röhl[6]